# Alexander Shatilov
Alexander Shatilov, detto Alex (in ebraico אלכסנדר "אלכס" שטילוב‎?; Tashkent, 22 marzo 1987), è un ginnasta israeliano, di origine russa.

## Palmarès

### Mondiali
- 2 medaglie:
  - 2 bronzi (Londra 2009 nel corpo libero; Tokyo 2011 nel corpo libero)

### Coppa del mondo
- 1 medaglia:
  - 1 bronzo (Madrid 2008 nel corpo libero)

### Europei
- 7 medaglie:
  - 1 oro (Mosca 2013 nel corpo libero)
  - 1 argento (Berlino 2011 nel corpo libero)
  - 5 bronzi (Milano 2009 nel corpo libero; Montpellier 2012 nel corpo libero; Sofia 2014 nel corpo libero; Berna 2016 nel corpo libero; Cluj-Napoca 2017 nel corpo libero)